# Dżarris
Dżarris – miejscowość w Egipcie, w muhafazie Al-Minja, w dystrykcie Abu Kurkas. W 2006 roku liczyła 14 862 mieszkańców.